# Apristurus longicephalus
Apristurus longicephalus är en hajart som beskrevs av Nakaya 1975. Apristurus longicephalus ingår i släktet Apristurus och familjen rödhajar. IUCN kategoriserar arten globalt som otillräckligt studerad. Inga underarter finns listade i Catalogue of Life.

## Bildgalleri

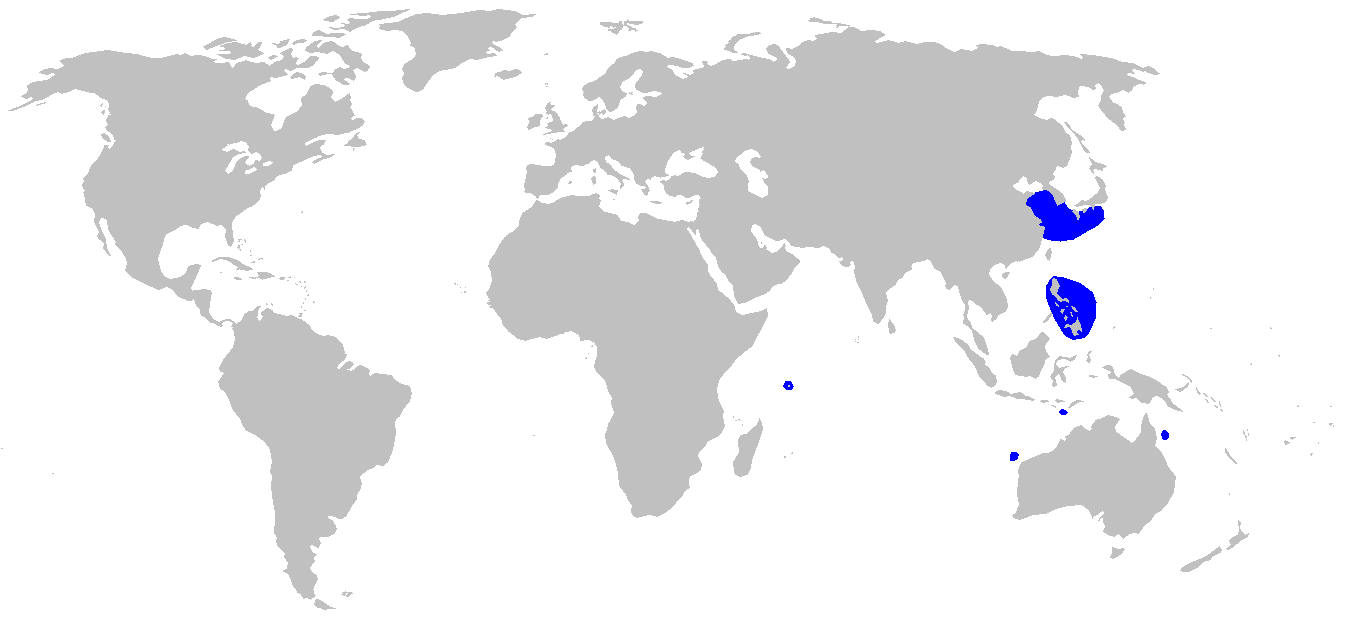